# Єкатериновка (Сарактаський район)
Єкатери́новка (рос. Екатериновка) — село у складі Сарактаського району Оренбурзької області, Росія.

## Населення
Населення — 241 особа (2010; 270 у 2002).
Національний склад (станом на 2002 рік):
- росіяни — 84 %